# Sheila van den Bulk
Sheila van den Bulk (* 6. April 1989 in Rotterdam) ist eine niederländische Fußballspielerin.

## Karriere

### Vereine
Van den Bulk begann für den in Berkel en Rodenrijs in der Gemeinde Lansingerland in der Provinz Zuid-Holland ansässigen CVV Berkel mit dem Fußballspielen. Im weiteren Verlauf gehörte sie ADO Den Haag an – zuletzt in der Saison 2012/13 in der Premierensaison der BeNe League. Ein Jahr zuvor gewann sie in der Eredivisie die Meisterschaft mit ihrer Mannschaft.
Von 2013 an spielte sie fortan für zwei norwegische und drei schwedische Mannschaften und gehört seit der Spielzeit 2024 Eskilstuna United in der zweitklassigen Elitettan an.
Für den norwegischen Erstligisten IL Sandviken aus Bergen bestritt sie elf von 22 Punktspielen und verließ die Mannschaft nach deren Abstieg 2013.
Von 2014 bis 2015 spielte sie für den Erstligisten Kolbotn IL und wurde in 41 Punktspielen eingesetzt, in denen ihr acht Tore gelangen. Ins östliche Nachbarland gelangt, spielte sie zunächst für den schwedischen Verein Djurgården Damfotboll von 2016 bis 2021 durchgängig (nach dreijähriger Abstinenz) in der höchsten Spielklasse, der Damallsvenskan. Danach folgten zwei Spielzeiten für den Ligakonkurrenten Kristianstads DFF und eine knapp dreimonatige Zugehörigkeit zum Vittsjö GIK, in der sie vom 20. April bis zum 5. Juli 2024 in 13 Punktspielen berücksichtigt wurde. Während der laufenden Spielzeit nahm sie einen Vereinswechsel zum Zweitligisten Eskilstuna United vor, dem sie gegenwärtig auch angehört.

### Nationalmannschaft
Van den Bulk debütierte als Nationalspielerin für den KNVB in der U15-Nationalmannschaft, für die sie zwei Länderspiele bestritt. Es folgten acht Länderspiele für die U17-Nationalmannschaft, bevor sie in die Nachwuchsnationalmannschaft der Altersklasse U19 aufstieg. Für diese kam sie in jeweils drei Spielen der ersten und zweiten Qualifikationsrunde für die angestrebte Teilnahme an der vom 11. bis zum 22. Juli 2006 in der Schweiz vorgesehenen und altersbezogenen Europameisterschaft zum Einsatz, in denen ihr am 29. September 2005 in Ohrid beim 5:1-Sieg über die U19-Nationalmannschaft Rumäniens mit dem Treffer zum Endstand in der 83. Minute ein Tor gelang. Zwischen den beiden Qualifikationsrunden bestritt sie vier Freundschaftsspiele (1:0 vs. Belgien / 8. März, 1:1 vs. England / 29. März, zweimal 1:1 vs. Irland / 4. und 6. April 2006) und eins nach der Qualifikation am 28. Juni 2006, bei der 1:2-Niederlage gegen die U19-Nationalmannschaft Belgiens. In der Endrunde der Europameisterschaft wurde sie in den letzten beiden Spielen der Gruppe B berücksichtigt. 2006/07 und 2007/08 kam sie erneut in jeweils sechs EM-Qualifikationsspielen zum Einsatz, in denen ihr zwei Tore gelangen, sowie in jeweils drei weiteren Freundschaftsspielen.
Am 4. Juni 2016 hatte sie ihre Premiere in der A-Nationalmannschaft; in Waalwijk war die Nationalmannschaft Südafrikas zu Gast für ein Freundschaftsspiel. In ihrem 90 Minuten währenden Einsatz erzielte Sherida Spitse bereits in der dritten Minute den 1:0-Siegtreffer. Im Jahr darauf nahm sie mit ihrer Mannschaft am Turnier um den Algarve-Cup teil und wurde im ersten und dritten Spiel der Gruppe C eingesetzt, in denen die Nationalmannschaften Chinas und Schwedens am 1. und 6. März jeweils in Albufeira mit 1:0 bezwungen wurden.
Im Spiel um Platz 5 am 8. März im Estádio Algarve unterlief ihr beim 3:2-Sieg über die Nationalmannschaft Japans mit dem Treffer zum 2:2-Ausgleich in der 77. Minute ein Eigentor. Ihr (bislang) letztes A-Länderspiel fand am 2. März 2018 in Vila Real de Santo António statt und war das zweite Spiel der Gruppe 3 im Turnier an der Algarve; beim 3:2-Sieg über die Nationalmannschaft Dänemarks wurde sie in der 81. Minute für Stefanie van der Gragt ausgewechselt.

## Erfolge
- Niederländischer Meister 2012
- KNVB-Pokal-Sieger 2012, 2013